# 哈薩克獨立戰爭
哈萨克独立战争（1468-1500年）是哈萨克汗国与烏茲別克汗國在中亚地区发生的一场冲突，現今的哈薩克斯坦大部分領土在當時处于烏茲別克汗國统治之下。1468年，烏茲別克汗國的大汗阿布海兒袭击了七河地區，该地當時由一小群从原乌兹别克汗国分裂出来的哈萨克人所控制，战争由此开始。阿布海兒襲擊的目的是防止哈萨克人在草原上的影响越来越大。然而阿布海兒卻突然死亡，這反而使得哈萨克人更容易扩大其影响力。阿布海兒死后，乌兹别克人继续由昔班王朝统治，他们在锡尔河畔的城市与哈萨克人作战，直到1500年双方达成和平协议，哈萨克汗国不再受到乌兹别克汗国的控制。战争结束后，乌兹别克汗国将哈萨克斯坦的大部分地区移交给哈萨克汗国。